# Хартрад IV фон Глайберг-Меренберг
Хартрад IV фон Глайберг-Меренберг (на немски: Hartrad IV zu Gleiberg-Merenberg; † 14 май 1297) е господар на господство Глайберг- Меренберг. Повечето от рода имат името „Хартрад“.

## Произход и наследство
Той е син на Витекинд фон Меренберг († сл. 1259) и съпругата му рауграфиня Кунигунда фон Алтенбаумберг († сл. 1253), дъщеря на рауграф Рупрехт I фон Алтенбаумберг († 1242) и графиня Хедвиг фон Еберщайн († сл. 1248), дъщеря на граф Еберхард III фон Еберщайн († пр. 1219) и графиня Кунигунда фон Андекс († сл. 1207). Внук е на граф Хартрад III фон Меренберг († сл. 1233) и втората му съпруга Елизабет фон Витгенщайн († сл. 1233/1255). Правнук е на Хартрад II фон Меренберг „Стари“ († сл. 1189) и Ирмгард фон Глайберг, дъщеря на граф Вилхелм фон Глайберг († сл. 1158) и Салома фон Гисен-Изенбург († сл. 1197).
Майка му е правнучка на император Хайнрих IV († 1106) и роднина на Света Хедвиг фон Андекс († 1243), на унгарската кралица Гертруда († 1213), първата съпруга на унгарския крал Андраш II, и на Анна-Мария Унгарска, съпруга на българския цар Иван Асен II. Сестра е на рауграф Хайнрих I фон Нойенбаумбург (1261), Еберхард, епископ на Вормс († 1277), рауграф Рупрехт II цу Алтенбаумберг († 1281) и Фридрих, епископ на Вормс († 1283).
През 1163 г. чрез женитба преди това, половината от замък Меренберг и господство Глайберг (днес в окръг Гисен) със замъка и някои земи в Оберлангау, отиват на Меренбергите, които наследяват и графските права.
Хартрад IV фон Глайберг-Меренберг умира на 14 май 1297 г. и е погребан в Дорлар. Родът фон Меренберг измира по мъжка линия през 1328 г. със смъртта на внукът му Хартрад V/VI фон Меренберг. Чрез одобреното завещание през 1326 г. от крал Лудвиг IV Баварски дъщерите на Хартрад стават наследници на господството.

## Фамилия
Хартрад IV фон Глайберг-Меренберг се жени пр. 1257 г. за Гертруда фон Золмс († сл. 1316), дъщеря на граф Хайнрих I фон Золмс († 1260) и фон Райхенбах, или на дъщерята на Райнболд фон Изенбург. Те имат децата:
- Готфрид фон Меренберг († сл. 1295), господар на Меренберг, фогт в Елзас, женен за Лизе († сл. 1312), баща на:
  - Хартрад V/VI фон Меренберг († сл. 1328), женен за графиня Лиза фон Сайн († сл. 1328)
  - Готфрид фон Меренберг († 1312/1317)
  - Гертруда фон Меренберг († сл. 1317), омъжена за Хайнрих фон Шьонекен († 1315)
- Хартрад фон Меренберг († сл. 1317)
- Гертруда фон Меренберг († сл. 1292), омъжена за Конрад фон Даун